# José Fernando Pacheco
José Fernando Pacheco (* 1961 in Rio de Janeiro) ist ein brasilianischer Ornithologe und Biologe. Sein Forschungsschwerpunkt gilt der neotropischen Avifauna, insbesondere der Bioakustik.

## Leben
Pacheco lernte 1977 im Museu Nacional da Universidade Federal do Rio de Janeiro den Naturforscher Herbert Franzoni Berla (1912–1985) kennen, der ihn bei seiner frühen ornithologischen Recherche unterstützte. Gleichzeitig begann er, viele Orte im Südosten zu bereisen, insbesondere in den Staaten Rio de Janeiro und Minas Gerais. Später trat Pacheco in die Armee ein, wo er elf Jahre blieb und in den 1980er Jahren mit Computern arbeitete. Anfang der 1980er Jahre kam es zu mehreren Treffen mit dem vormaligen Leiter der ornithologischen Abteilung des Museu Nacional Helmut Sick, der sehr an einigen Beobachtungen von Pacheco interessiert war. Auf Einladung von Dante Martins Teixeira, Sicks Nachfolger im Museu Nacional, inventarisierte er zwischen 1980 und 1987 einen Großteil der Vogelsammlung, was ihm ein großes Wissen über die Identifizierung der Bälge ermöglichte. 1985 gründete Pacheco mit Luiz Claudio Marigo, Luiz Pedreira Gonzaga, Paulo Sérgio Moreira da Fonseca und Lila Ferrez den Clube de Observadores de Aves (COA), einen Veranstalter von Vogelbeobachtungsexkursionen. 1986 machte er die Bekanntschaft mit Bret M. Whitney, von dem er viel über Vogelstimmenaufzeichnung lernte. Pacheco führte über 1500 Exkursionen durch, von denen die meisten in Begleitung anderer COA-Kollegen stattfanden. 1987 gelang den COA-Mitarbeitern Cacilda Carvalho und Fernando Mauro de Carvalho die Wiederentdeckung des Schwarzkopf-Ameisenfängers (Formicivora erythronotos), eine Vogelart, die über 100 Jahre nicht gesichtet wurde. 1988 berichtete Pacheco darüber im Bulletin of the Ornithologists’ Club. Von 1990 bis 1998 arbeitete er in verschiedenen Funktionen am Museu Nacional da Universidade Federal do Rio de Janeiro. Nach einem Biologiestudium ab 1999 an der Universidade Federal do Rio de Janeiro, erlangte er 2001 den Masterabschluss in Wildtierbiologie.
Aufgrund seiner umfassenden Berufserfahrung war er als Avifauna-Spezialist oder als Koordinator des Umweltberatungsunternehmens Meio Biótico an der Erstellung von Dutzenden von Faunastudien für Umweltverträglichkeitsprüfungen, Managementplänen sowie an verschiedenen Umweltgutachten beteiligt, an denen nahezu alle brasilianischen Bundesstaaten mitgewirkt haben. Bei Oikos war er als Avifauna-Spezialist als Gutachter für Umweltverträglichkeitsprüfungen bei Straßenbauprojekten beteiligt.
Zu Pachecos Erstbeschreibungen zählen der Bahialaubtyrann (Phylloscartes beckeri), der Plantagenschlüpfer (Acrobatornis fonsecai), der Caatingaameisenfänger (Herpsilochmus sellowi), der Feisttapaculo (Scytalopus petrophilus), der Braunschwingentapaculo (Scytalopus gonzagai) sowie die Unterarten Formicivora serrana interposita und Formicivora serrana littoralis (ehemals eine eigenständige Art) des Serraameisenfängers und die Unterart der Chordeiles nacunda coryi der Weißbauch-Nachtschwalbe. 2006 stellte Pacheco mit Alexandre Aleixo die monogenerische Familie Donacobiidae für den Rohrspotter und im selben Jahr mit Renato Caparroz die monotypische Gattung Alipiopsitta für die Gelbbauchamazone auf.

## Dedikationsnamen
2005 ehrte Giovanni N. Maurício Pacheco im Artepitheton des Planalto-Tapaculos (Scytalopus pachecoi).